# Dicranota mikiana
Dicranota (Paradicranota) mikiana là một loài ruồi trong họ Pediciidae. Chúng phân bố ở vùng sinh thái Palearctic.